# コリン・ベル
コリン・ベル（Colin Bell MBE、1946年2月26日 - 2021年1月5日）は、イングランドの元プロサッカー選手。ニックネームはザ・キング・オブ・キパックスや、ニジンスキー（無尽蔵のスタミナから）など。マンチェスター・シティFCではセルヒオ・アグエロ、エリック・ブルック、トミー・ジョンソンに次ぐ公式戦152得点を挙げている。マンチェスター・シティの歴代最高の選手として広く認められている。エティハド・スタジアムのコリン・ベル・スタンドはベルの栄誉を讃えて名付けられた。

## 初期
ベリーFCでキャリアを始め、若くしてキャプテンを務めた。1966年にマンチェスター・シティFCに移籍すると、同年の1部昇格に貢献した。マンチェスター・シティと契約しようとした時、マルコム・アリソンコーチはベルに興味を示した他のクラブに対して、「ヘディングができず、パスもできず、見込みがない」と言って欺いた。アリソンの策略は成功し、ベルはシティと契約した。1968年にはシティの2度目のリーグ優勝に貢献した。
同年、ベルはイングランド代表にも選ばれ、スウェーデン戦に出場した。1969年にはオランダ戦、ブラジル戦でゴールを決め、代表でも名が知られるようになった。1970年にはリーグカップとUEFAカップウィナーズカップで優勝した。

## メキシコワールドカップ
1970年、ベルはメキシコで開催される1970 FIFAワールドカップのメンバーに選ばれた。準々決勝の西ドイツ戦（2-3で敗戦）でボビー・チャールトンに代わって途中出場した。この交代はイングランドにとって試合の流れを悪くしたターニングポイントだと思われていた。しかしチャールトンは交代によって試合の流れが変わったのではなく、交代前に西ドイツが挙げた1点目の得点が流れを変えたのだと指摘した。

## 晩年
イングランド代表としては通算48試合に出場し、9得点を挙げた。1972年の北アイルランド戦ではキャプテンを務めた。これらの成功にもかかわらず、イングランドが1974ワールドカップ予選で敗れ本大会に出場できなかったため、世界の舞台では名声を上げられなかった。
代表で最も良いパフォーマンスを見せた試合としては、7-0で勝利したオーストラリア戦や、1975年に当時の世界王者西ドイツを下した試合が挙げられる。西ドイツ戦の攻撃陣はミック・シャノン、ケビン・キーガン、マルコム・マクドナルド、アラン・ハドソン、アラン・ボール・ジュニア、そしてベルが名を連ねた。
シャノンはこのイングランドの攻撃陣を1970年以来最も良いと考えていたが、当時のドン・レヴィー監督がこの起用を続けないのは理解できないとコメントしていた。

## 怪我と引退
1975年、29歳の時、ベルはリーグ・カップのマンチェスター・ユナイテッドFC戦でマーティン・バカンと接触し、右膝に深刻な怪我を負った。シティのピーター・スウェールズ会長はベルのことを「替えが利かない」と表現していた。マルコム・アリソン監督が1970年代後半に再びシティを率いたとき、ベルやサマービー、フランシス・リーに代わるタレントを見つけられず、この言葉は本当であったと分かった。
1980年、ベルは復活を期して北米サッカーリーグのサンノゼ・アースクエイクスに移籍した。ここではかつてマンチェスター・ユナイテッドでプレーしていたジョージ・ベストとチームメイトになった。移籍は成功せず、出場は5試合にとどまった。

## 引退後
後にベルはシティのユースチームでサッカーの仕事を続けた。1990年代にはクラブで初となるアンバサダーに就任した。2003年5月には、メイン・ロードで行われた最後の試合（対サウサンプトン）にゲストとして招かれた。2004年、ファンによる投票で、新しいスタジアム（シティ・オブ・マンチェスター・スタジアム）のスタンドの名前がコリン・ベル・スタンドとなることに決まった。
これは唯一無二の栄誉であり、他のスタンドには選手の名前は付けられていない。ただし、スタジアムまで繋がるジョー・マーサー・ウェイはシティで最も成功を収めた監督から名付けられている。2005年にはイングランドサッカー殿堂と大英帝国勲章を受賞した。同年には自伝『コリン・ベル: Reluctant Hero』を刊行した。この自伝では、母が大腸癌で39歳に亡くなったが、まだ幼すぎて覚えていないことなどが明かされた。

## 個人成績
| 所属クラブ                 | シーズン         | リーグ                   | リーグ | リーグ | カップ | カップ | リーグカップ | リーグカップ | 国際大会 | 国際大会 | 合計 | 合計 |
| 所属クラブ                 | シーズン         | 所属リーグ               | 出場   | 得点   | 出場   | 得点   | 出場         | 得点         | 出場     | 得点     | 出場 | 得点 |
| -------------------------- | ---------------- | ------------------------ | ------ | ------ | ------ | ------ | ------------ | ------------ | -------- | -------- | ---- | ---- |
| ベリー                     | 1963-64          | セカンドディヴィジョン   | 10     | 2      | 0      | 0      | 0            | 0            | -        | -        | 10   | 2    |
| ベリー                     | 1964-65          | セカンドディヴィジョン   | 42     | 13     | 1      | 0      | 2            | 0            | -        | -        | 45   | 3    |
| ベリー                     | 1965-66          | セカンドディヴィジョン   | 30     | 10     | 1      | 0      | 0            | 0            | -        | -        | 31   | 10   |
| マンチェスター・シティ     | 1965-66          | セカンドディヴィジョン   | 11     | 4      | 0      | 0      | 0            | 0            | -        | -        | 11   | 4    |
| マンチェスター・シティ     | 1966-67          | ファーストディヴィジョン | 42     | 12     | 6      | 1      | 2            | 1            | -        | -        | 50   | 14   |
| マンチェスター・シティ     | 1967-68          | ファーストディヴィジョン | 35     | 14     | 4      | 2      | 4            | 1            | -        | -        | 43   | 17   |
| マンチェスター・シティ     | 1968-69          | ファーストディヴィジョン | 39     | 14     | 5      | 0      | 3            | 1            | 2        | 0        | 49   | 15   |
| マンチェスター・シティ     | 1969-70          | ファーストディヴィジョン | 31     | 11     | 2      | 0      | 6            | 5            | 9        | 5        | 48   | 21   |
| マンチェスター・シティ     | 1970–71          | ファーストディヴィジョン | 34     | 13     | 3      | 4      | 1            |              | 7        | 2        | 45   | 19   |
| マンチェスター・シティ     | 1971–72          | ファーストディヴィジョン | 33     | 12     | 2      | 0      | 1            | 2            | -        | -        | 36   | 14   |
| マンチェスター・シティ     | 1972–73          | ファーストディヴィジョン | 39     | 7      | 5      | 2      | 2            | 1            | 2        | 0        | 48   | 10   |
| マンチェスター・シティ     | 1973–74          | ファーストディヴィジョン | 41     | 7      | 2      | 0      | 11           | 3            | -        | -        | 54   | 10   |
| マンチェスター・シティ     | 1974–75          | ファーストディヴィジョン | 42     | 15     | 1      | 0      | 2            | 3            | -        | -        | 45   | 18   |
| マンチェスター・シティ     | 1975–76          | ファーストディヴィジョン | 20     | 6      | 0      | 0      | 5            | 1            | -        | -        | 25   | 7    |
| マンチェスター・シティ     | 1976–77          | ファーストディヴィジョン | 0      | 0      | 0      | 0      | 0            | 0            | 0        | 0        | 0    | 0    |
| マンチェスター・シティ     | 1977–78          | ファーストディヴィジョン | 17     | 2      | 2      | 0      | 2            | 0            | 0        | 0        | 21   | 2    |
| マンチェスター・シティ     | 1978–79          | ファーストディヴィジョン | 10     | 0      | 2      | 0      | 1            | 0            | 4        | 1        | 157  | 1    |
| サンノゼ・アースクエイクス | 1980             | 北米サッカーリーグ       | 5      | 0      | 0      | 0      | 0            | 0            | -        | -        | 5    | 0    |
| キャリア通算成績           | キャリア通算成績 | キャリア通算成績         | 481    | 142    | 36     | 9      | 42           | 18           | 24       | 8        | 583  | 177  |

## タイトル
マンチェスター・シティ
- フットボールリーグ・ファーストディヴィジョン: 1967-68
- フットボールリーグ・セカンドディヴィジョン: 1965-66
- FAカップ: 1968-69
- フットボールリーグカップ: 1968-69
- UEFAカップウィナーズカップ: 1969-70